# Aleksandra Goniewicz
Aleksandra Goniewicz z domu Kruk (ur. 29 października 1984 w Elblągu) – polska siatkarka grająca na pozycji przyjmującej, reprezentantka kraju. W sezonie 2012/2013 zawodniczka Budowlanych Łódź, a następnie w greckiej drużynie AEK Ateny. Od sezonu 2014/2015 reprezentuje Wisłę Warszawa.
W 2011 roku wraz z reprezentacją wzięła udział w Pucharze Jelcyna oraz w World Grand Prix.

## Kluby
| Klub                  | Lata gry  |
| --------------------- | --------- |
| Truso Elbląg          | 1993−1998 |
| Gedania Gdańsk        | 1998−2007 |
| AZS AWF Poznań        | 2007−2008 |
| Impel Gwardia Wrocław | 2008−2009 |
| Trefl Sopot           | 2009−2010 |
| AZS Białystok         | 2010−2012 |
| Budowlani Łódź        | 2012−2013 |
| AEK Ateny             | 2013−2014 |
| Wisła Warszawa        | 2014−2015 |

## Sukcesy

### Reprezentacyjne
- 2014 –  wicemistrzostwo Grecji

### Akademickie
- 2004 –  akademickie mistrzostwo Europy
- 2005 –  akademickie mistrzostwo Europy

### Młodzieżowe
- 1999 –  mistrzostwo Polski młodziczek
- 2001 –  brązowy medal mistrzostw Polski juniorek i kadetek
- 2002 –  wicemistrzostwo Polski juniorek
- 2003 –  mistrzostwo Polski juniorek[1]